# Сетень
Сетень, Сетені (рум. Săteni) — село у повіті Димбовіца в Румунії. Входить до складу комуни Аніноаса.
Село розташоване на відстані 80 км на північний захід від Бухареста, 6 км на північний захід від Тирговіште, 145 км на північний схід від Крайови, 77 км на південь від Брашова.

## Населення
За даними перепису населення 2002 року у селі проживали 1487 осіб, усі — румуни. Усі жителі села рідною мовою назвали румунську.